# Killers (film 2003)
Killers (キラーズ?, Kirāzu) è un film antologico del 2003 composto da cinque corti thriller di altrettanti registi giapponesi. Il nome ufficiale di questo tipo di raccolta cinematografica è Omnibus Action Movie.

## Cortometraggi
1. Pay Off (ペイ・オフ?), diretto da Kazuhiro Kiuchi
2. Candy (キャンディ?), diretto da Shundo Ohkawa
3. Perfect Partner (パーフェクト・パートナー?), diretto da Takanori Tsujimoto
4. Killer Idol (キラー・アイドル?), diretto da Shuji Kawata
5. .50 Woman (ハーフウーマン?), diretto da Mamoru Oshii

## Edizioni

### Libro
- 2003.06.14: Perfect guidebook Five Bullet On Killers (104p.)

### Audio
- 2003.06.10: Killers Original Soundtrack (KILL-1, 21 tracks)

### Video
- 2003.XX.XX: Rental VHS, Toho Video, TG5598R (Hi-Fi Stereo)
- 2004.03.26: DVD w/extra, Toho Video TDV2760D (DD 2.0)

Making of, trailer originale, trailer, immagini promozionali, videoclip "Voice of Love", sigla di Maboroshi, audio commentary 1, audio commentary 2.